# BAFTA alla migliore attrice non protagonista
Il BAFTA alla migliore attrice non protagonista (BAFTA Award for Best Actress in a Supporting Role) è un premio annuale, promosso dal British Academy of Film and Television Arts a partire dal 1969, che premia l'attrice che più si è distinta nell'interpretazione in un ruolo non protagonista in una pellicola cinematografica dell'anno precedente. L'albo d'oro è pertanto riferito all'anno di produzione della pellicola.

## Albo d'oro

### Anni 1960
- 1969
  - Billie Whitelaw - I nervi a pezzi (Twisted Nerve) e L'errore di vivere (Charlie Bubbles)
  - Virginia Maskell - Interludio (Interlude)
  - Simone Signoret - Assassinio al terzo piano (Games)
  - Pat Heywood - Romeo e Giulietta (Romeo and Juliet)

### Anni 1970
- 1970
  - Celia Johnson - La strana voglia di Jean (The Prime of Miss Jean Brodie)
  - Mary Wimbush - Oh, che bella guerra! (Oh!, What a Lovely War)
  - Pamela Franklin - La strana voglia di Jean (The Prime of Miss Jean Brodie)
  - Peggy Ashcroft - In 2 si, in 3 no (Tree Into Two Won't Go)
- 1971
  - Susannah York - Non si uccidono così anche i cavalli? (They Shoot Horses, Don't They?)
  - Maureen Stapleton - Airport
  - Evin Crowley - La figlia di Ryan (Ryan's Daughter)
  - Estelle Parsons - L'uomo caffelatte (Watermelon Man)
- 1972
  - Margaret Leighton - Messaggero d'amore (The Go-Between)
  - Jane Asher - La ragazza del bagno pubblico (Deep End)
  - Georgia Brown - Luna arrabbiata (The Raging Moon)
  - Georgia Engel - Taking Off (Taking Off)
- 1973
  - Cloris Leachman - L'ultimo spettacolo (The Last Picture Show)
  - Eileen Brennan - L'ultimo spettacolo (The Last Picture Show)
  - Marisa Berenson - Cabaret
  - Shelley Winters - L'avventura del Poseidon (The Poseidon Adventure)
- 1974
  - Valentina Cortese - Effetto notte (La Nuit Américaine)
  - Rosemary Leach - That'll Be the Day
  - Delphine Seyrig - Il giorno dello sciacallo (The Day of the Jackal)
  - Ingrid Thulin – Sussurri e grida (Viskningar och rop)
- 1975
  - Ingrid Bergman - Assassinio sull'Orient Express (Murder on the Orient Express)
  - Cindy Williams - American Graffiti
  - Sylvia Sidney - Summer Wishes, Winter Dreams
  - Sylvia Syms - Il seme del tamarindo (The Tamarind Seed)
- 1976
  - Diane Ladd - Alice non abita più qui (Alice Doesn't Live Here Anymore)
  - Lelia Goldoni - Alice non abita più qui (Alice Doesn't Live Here Anymore)
  - Ronee Blakley - Nashville
  - Gwen Welles - Nashville
- 1977
  - Jodie Foster - Piccoli gangsters (Bugsy Malone) e Taxi Driver
  - Annette Crosbie - La scarpetta e la rosa (The Slipper and the Rose: The Story of Cinderella)
  - Billie Whitelaw - Il presagio (The Omen)
  - Vivien Merchant - Ritorno a casa (The Homecoming)
- 1978
  - Jenny Agutter - Equus
  - Joan Plowright - Equus
  - Shelley Winters - Stop a Greenwich Village (Next Stop, Greenwich Village)
  - Geraldine Chaplin - Welcome to Los Angeles (Welcome to L.A.)
- 1979
  - Geraldine Page - Interiors
  - Maggie Smith - Assassinio sul Nilo (Death on the Nile)
  - Angela Lansbury - Assassinio sul Nilo (Death on the Nile)
  - Mona Washbourne - Stevie

### Anni 1980
- 1980
  - Rachel Roberts - Yankees (Yanks)
  - Lisa Eichhorn - Gli europei (The Europeans)
  - Mariel Hemingway - Manhattan (Manhattan)
  - Meryl Streep - Manhattan (Manhattan)
- 1983
  - Rohini Hattangadi - Gandhi (Gandhi) (ex aequo)
  - Maureen Stapleton - Reds (Reds) (ex aequo)
  - Candice Bergen - Gandhi (Gandhi)
  - Jane Fonda - Sul lago dorato (On Golden Pond)
- 1984
  - Jamie Lee Curtis - Una poltrona per due (Trading Places)
  - Maureen Lipman - Rita, Rita, Rita (Educating Rita)
  - Rosemary Harris - L'ambizione di James Penfield (The Ploughman's Lunch)
  - Teri Garr - Tootsie (Tootsie)
- 1985
  - Liz Smith - Pranzo reale (A Private Function)
  - Eileen Atkins - Il servo di scena (The Dresser)
  - Cher - Silkwood (Silkwood)
  - Tuesday Weld - C'era una volta in America (Ones Upon a Time in America)
- 1986
  - Rosanna Arquette - Cercasi Susan disperatamente (Desperately Seeking Susan)
  - Judi Dench - Il mistero di Wetherby (Wetherby)
  - Anjelica Huston - L'onore dei Prizzi (Prizzi's Honor)
  - Tracey Ullman - Plenty (Plenty)
- 1987
  - Judi Dench - Camera con vista (A Room with a View)
  - Rosanna Arquette - Fuori orario (After Hours)
  - Barbara Hershey - Hannah e le sue sorelle (Hannah and Her Sisters)
  - Rosemary Leach - Camera con vista (A Room with a View)
- 1988
  - Susan Wooldridge - Anni '40 (Hope and Glory)
  - Judi Dench - 84 Charing Cross Road (84 Charing Cross Road)
  - Vanessa Redgrave - Prick Up - L'importanza di essere Joe (Prick Up Your Ears)
  - Dianne Wiest - Radio Days (Radio Days)
- 1989
  - Judi Dench - Il matrimonio di Lady Brenda (A Handful of Dust)
  - Maria Aitken - Un pesce di nome Wanda (A Fish Called Wanda)
  - Anne Archer - Attrazione fatale (Fatal Attraction)
  - Olympia Dukakis - Stregata dalla luna (Moonstruck)

### Anni 1990
- 1990
  - Michelle Pfeiffer - Le relazioni pericolose (Dangerous Liaisons)
  - Laura San Giacomo - Sesso, bugie e videotape (Sex, Lies and Videotape)
  - Peggy Ashcroft - Madame Sousatzka (Madame Sousatzka)
  - Sigourney Weaver - Una donna in carriera (Working Girl)
- 1991
  - Whoopi Goldberg - Ghost - Fantasma (Ghost)
  - Anjelica Huston - Crimini e misfatti (Crimes and Misdemeanors)
  - Shirley MacLaine - Fiori d'acciaio (Steel Magnolias)
  - Billie Whitelaw - The Krays - I corvi (The Krays)
- 1992
  - Kate Nelligan - Paura d'amare (Frankie and Johnny)
  - Amanda Plummer - La leggenda del re pescatore (The Fisher King)
  - Annette Bening - Rischiose abitudini (The Grifters)
  - Julie Walters - a scuola di ballo (Stepping Out)
- 1993
  - Miranda Richardson - Il danno (Damage)
  - Miranda Richardson - La moglie del soldato (The Crying Game)
  - Kathy Bates - Pomodori verdi fritti alla fermata del treno (Fried Green Tomatoes)
  - Helena Bonham Carter - Casa Howard (Howards End)
- 1994
  - Miriam Margolyes - L'età dell'innocenza (Age of Innocence)
  - Maggie Smith - Il giardino segreto (The Secret Garden)
  - Winona Ryder - L'età dell'innocenza (Age of Innocence)
  - Holly Hunter - Il socio (The Firm)
- 1995
  - Kristin Scott Thomas - Quattro matrimoni e un funerale (Four Weddings and a Funeral)
  - Sally Field - Forrest Gump (Forrest Gump)
  - Charlotte Coleman - Quattro matrimoni e un funerale (Four Weddings and a Funeral)
  - Anjelica Huston - Misterioso omicidio a Manhattan (Manhattan Murder Mystery)
- 1996
  - Kate Winslet - Ragione e sentimento (Sense and Sensibility)
  - Elizabeth Spriggs - Ragione e sentimento (Sense and Sensibility)
  - Mira Sorvino - La dea dell'amore (Mighty Aphrodite)
  - Joan Allen - Gli intrighi del potere (Nixon)
- 1997
  - Juliette Binoche - Il paziente inglese (The English Patient)
  - Lauren Bacall - L'amore ha due facce (The Mirror Has Two Face)
  - Marianne Jean-Baptiste - Segreti e bugie ( Secrets & Lies)
  - Lynn Redgrave - Shine (Shine)
- 1998
  - Sigourney Weaver - Tempesta di ghiaccio (The Ice Storm)
  - Lesley Sharp - Full Monty - Squattrinati organizzati (Full Monty)
  - Jennifer Ehle - Wilde (Wilde)
  - Zoë Wanamaker - Wilde (Wilde)
- 1999
  - Judi Dench - Shakespeare in Love (Shakespeare in Love)
  - Kathy Bates - I colori della vittoria (Primary Colors)
  - Brenda Blethyn - Little Voice - È nata una stella (Little Voice)
  - Lynn Redgrave - Demoni e dei (Gods and Monters)

### Anni 2000
- 2000
  - Maggie Smith - Un tè con Mussolini (Tea with Mussolini)
  - Thora Birch - American Beauty (American Beauty)
  - Mena Suvari - American Beauty (American Beauty)
  - Cameron Diaz - Essere John Malkovich (Being John Malkovich)
  - Cate Blanchett - Il talento di Mr. Ripley (The Talented Mr. Ripley)
- 2001
  - Julie Walters - Billy Elliot (Billy Elliot)
  - Frances McDormand - Quasi famosi (Almost Famous)
  - Lena Olin - Chocolat (Chocolat)
  - Judi Dench - Chocolat (Chocolat)
  - Zhang Ziyi - La tigre e il dragone (Wo Hu Cang Long)
- 2002
  - Jennifer Connelly - A Beautiful Mind (A Beautiful Mind)
  - Helen Mirren - Gosford Park (Gosford Park)
  - Maggie Smith - Gosford Park (Gosford Park)
  - Judi Dench - The Shipping News - Ombre dal profondo (The Shipping News)
  - Kate Winslet - Iris - Un amore vero (Iris)
- 2003
  - Catherine Zeta-Jones - Chicago (Chicago)
  - Julianne Moore - The Hours (The Hours)
  - Queen Latifah - Chicago (Chicago)
  - Toni Collette - About a Boy - Un ragazzo (About a Boy)
  - Meryl Streep - Il ladro di orchidee (Adaptation.)
- 2004
  - Renée Zellweger - Ritorno a Cold Mountain (Cold Mountain)
  - Judy Parfitt - La ragazza con l'orecchino di perla (Girl with a Pearl Earring)
  - Emma Thompson - Love Actually - L'amore davvero (Love Actually)
  - Holly Hunter - Thirteen - 13 anni (Thirteen)
  - Laura Linney - Mystic River (Mystic River)
- 2005
  - Cate Blanchett - The Aviator (The Aviator)
  - Natalie Portman - Closer (Closer)
  - Julie Christie - Neverland - Un sogno per la vita  (Finding Neverland)
  - Heather Craney - Il segreto di Vera Drake (Vera Drake)
  - Meryl Streep - The Manchurian Candidate (The Manchurian Candidate)
- 2006
  - Thandie Newton - Crash - Contatto fisico (Crash)
  - Michelle Williams - I segreti di Brokeback Mountain (Brokeback Mountain)
  - Brenda Blethyn - Orgoglio e pregiudizio (Pride & Prejudice)
  - Catherine Keener - Truman Capote - A sangue freddo (Capote)
  - Frances McDormand - North Country (North Country)
- 2007
  - Jennifer Hudson - Dreamgirls (Dreamgirls)
  - Emily Blunt - Il diavolo veste Prada (The Devil Wears Prada)
  - Frances de la Tour - The History Boys (The History Boys)
  - Abigail Breslin - Little Miss Sunshine (Little Miss Sunshine)
  - Toni Collette - Little Miss Sunshine (Little Miss Sunshine)
- 2008
  - Tilda Swinton - Michael Clayton (Michael Clayton)
  - Cate Blanchett - Io non sono qui (I'm Not There)
  - Saoirse Ronan - Espiazione (Atonement)
  - Samantha Morton - Control (Control)
  - Kelly Macdonald - Non è un paese per vecchi (No Contry for Old Men)
- 2009
  - Penélope Cruz - Vicky Cristina Barcelona (Vicky Cristina Barcelona)
  - Tilda Swinton - Burn After Reading - A prova di spia (Burn After Reading)
  - Amy Adams - Il dubbio (Doubt)
  - Freida Pinto - The Millionaire (Slumdog Millionaire)
  - Marisa Tomei - The Wrestler (The Wrestler)

### Anni 2010
- 2010
  - Mo'Nique – Precious
  - Anne-Marie Duff – Nowhere Boy (Nowhere Boy)
  - Vera Farmiga – Tra le nuvole (Up in the Air)
  - Anna Kendrick – Tra le nuvole (Up in the Air)
  - Kristin Scott Thomas – Nowhere Boy (Nowhere Boy)
- 2011
  - Helena Bonham Carter – Il discorso del re (The King's Speech)
  - Amy Adams – The Fighter (The Fighter)
  - Barbara Hershey – Il cigno nero (Black Swan)
  - Lesley Manville – Another Year (Another Year)
  - Miranda Richardson – We Want Sex (Made in Dagenham)
- 2012
  - Octavia Spencer – The Help
  - Jessica Chastain – The Help
  - Judi Dench – Marilyn (My Week with Marilyn)
  - Melissa McCarthy – Le amiche della sposa (Bridesmaids)
  - Carey Mulligan – Drive
- 2013
  - Anne Hathaway – Les Misérables
  - Amy Adams – The Master
  - Judi Dench – Skyfall
  - Sally Field – Lincoln
  - Helen Hunt – The Sessions - Gli incontri (The Sessions)
- 2014
  - Jennifer Lawrence – American Hustle - L'apparenza inganna (American Hustle)
  - Sally Hawkins – Blue Jasmine
  - Lupita Nyong'o – 12 anni schiavo (12 Years a Slave)
  - Julia Roberts – I segreti di Osage County (August: Osage County)
  - Oprah Winfrey – The Butler - Un maggiordomo alla Casa Bianca (The Butler)
- 2015
  - Patricia Arquette – Boyhood
  - Keira Knightley – The Imitation Game
  - Rene Russo – Lo sciacallo - Nightcrawler (Nightcrawler)
  - Imelda Staunton – Pride
  - Emma Stone – Birdman
- 2016
  - Kate Winslet – Steve Jobs
  - Jennifer Jason Leigh – The Hateful Eight
  - Rooney Mara – Carol
  - Alicia Vikander – Ex Machina
  - Julie Walters – Brooklyn
- 2017
  - Viola Davis – Barriere (Fences)
  - Naomie Harris – Moonlight
  - Nicole Kidman – Lion - La strada verso casa (Lion)
  - Hayley Squires – Io, Daniel Blake (I, Daniel Blake)
  - Michelle Williams – Manchester by the Sea
- 2018
  - Allison Janney – Tonya (I, Tonya)
  - Kristin Scott Thomas – L'ora più buia (Darkest Hour)
  - Lesley Manville – Il filo nascosto (Phantom Thread)
  - Laurie Metcalf – Lady Bird
  - Octavia Spencer – La forma dell'acqua - The Shape of Water (The Shape of Water)
- 2019
  - Rachel Weisz - La favorita (The Favourite)
  - Amy Adams - Vice - L'uomo nell'ombra (Vice)
  - Claire Foy - First Man - Il primo uomo (First Man)
  - Margot Robbie - Maria regina di Scozia (Mary Queen of Scots)
  - Emma Stone - La favorita (The Favourite)

### Anni 2020
- 2020
  - Laura Dern - Storia di un matrimonio (Marriage Story)
  - Scarlett Johansson - Jojo Rabbit
  - Florence Pugh - Piccole donne (Little Women)
  - Margot Robbie - Bombshell - La voce dello scandalo (Bombshell)
  - Margot Robbie - C'era una volta a... Hollywood (Once Upon a Time... in Hollywood)
- 2021
  - Yoon Yeo-jeong – Minari
  - Niamh Algar – L'ombra della violenza (Calm with Horses)
  - Kosar Ali – Rocks
  - Maria Bakalova – Borat - Seguito di film cinema (Borat Subsequent Moviefilm: Delivery of Prodigious Bribe to American Regime for Make Benefit Once Glorious Nation of Kazakhstan)
  - Dominique Fishback – Judas and the Black Messiah
  - Ashley Madekwe – County Lines
- 2022[2]
  - Ariana DeBose – West Side Story
  - Caitríona Balfe – Belfast
  - Jessie Buckley – La figlia oscura (The Lost Daughter)
  - Ann Dowd – Mass
  - Aunjanue Ellis – Una famiglia vincente - King Richard (King Richard)
  - Ruth Negga – Due donne - Passing (Passing)
- 2023[3]
  - Kerry Condon – Gli spiriti dell'isola (The Banshees Of Inisherin)
  - Angela Bassett – Black Panther: Wakanda Forever
  - Hong Chau – The Whale
  - Dolly de Leon – Triangle of Sadness
  - Jamie Lee Curtis – Everything Everywhere All at Once
  - Carey Mulligan – Anche io (She Said)
- 2024[4]
  - Da'Vine Joy Randolph – The Holdovers - Lezioni di vita (The Holdovers)
  - Emily Blunt – Oppenheimer
  - Danielle Brooks – Il colore viola (The Color Purple)
  - Claire Foy – Estranei (All of Us Strangers)
  - Sandra Hüller – La zona d'interesse (The Zone of Interest)
  - Rosamund Pike – Saltburn
- 2025[5]
  - Zoe Saldana - Emilia Pérez
  - Selena Gomez - Emilia Pérez
  - Ariana Grande - Wicked
  - Felicity Jones - The Brutalist
  - Jamie Lee Curtis - The Last Showgirl
  - Isabella Rossellini - Conclave